# Biskupská rezidence v Plzni
Biskupská rezidence v Plzni je budova čp. 234 na náměstí Republiky č. o. 35. Dům stojí mezi domem U Červeného srdce a hotelem Central na západní straně náměstí. Původně gotický dům zakoupil v roce 1344 farář Reichlin pro komendu německých rytířů, kteří ve městě vykonávali farní službu. Sídlo faráře zde přetrvalo i rok 1564, kdy patronát převzalo město. Roku 1710 Jakub Auguston barokně upravil průčelí domu. V té době zde sídlilo arciděkanství. Objekt církvi zůstal i přes všechny změny politického režimu. Od roku 1993 v domě sídlí nově zřízená plzeňská diecéze. Budova je chráněna jako kulturní památka České republiky.